# Cultura Pensacola

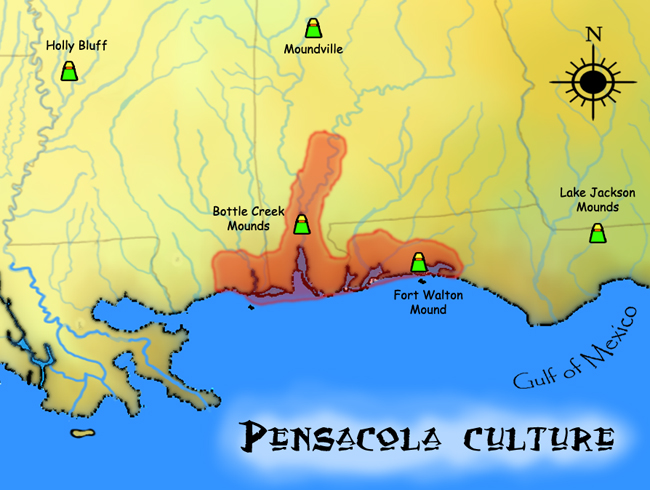
Extensión geográfica de la cultura de Pensacola y algunos de sus sitios importantes, así como otros sitios contemporáneos importantes

La Cultura Pensacola fue una variación regional de la Cultura Misisipiana a lo largo de la Costa del Golfo de los Estados Unidos que duró desde 1100 hasta 1700 de nuestra era. La cultura arqueológica cubre un área que se extiende desde una zona cultural de transición de Pensacola / Fort Walton en la Bahía Choctawhatchee en Florida hasta el lado este del delta del río Misisipi cerca de Biloxi, Misisipi con la mayoría de sus sitios ubicados a lo largo de la Bahía de Mobile en el Delta del río Mobile-Tensaw. Los sitios para la cultura se extendían tierra adentro, al norte en los valles sureños de los ríos Tombigee y Alabama, hasta las cercanías de Selma, Alabama.

## Definición

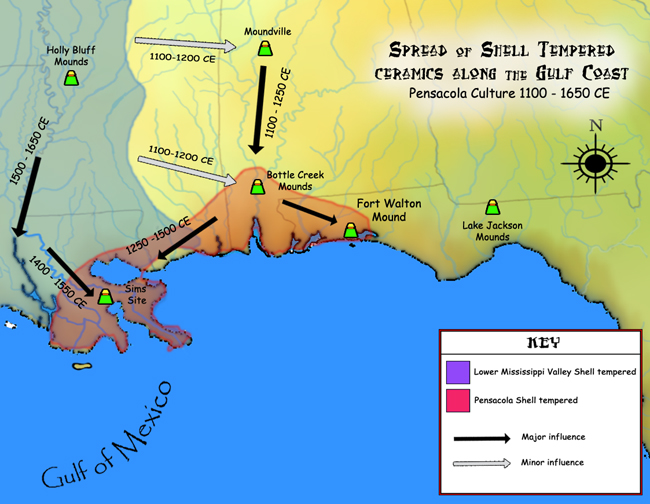
Propagación de cerámica templada con concha hacia y desde el área de cultura de Pensacola.

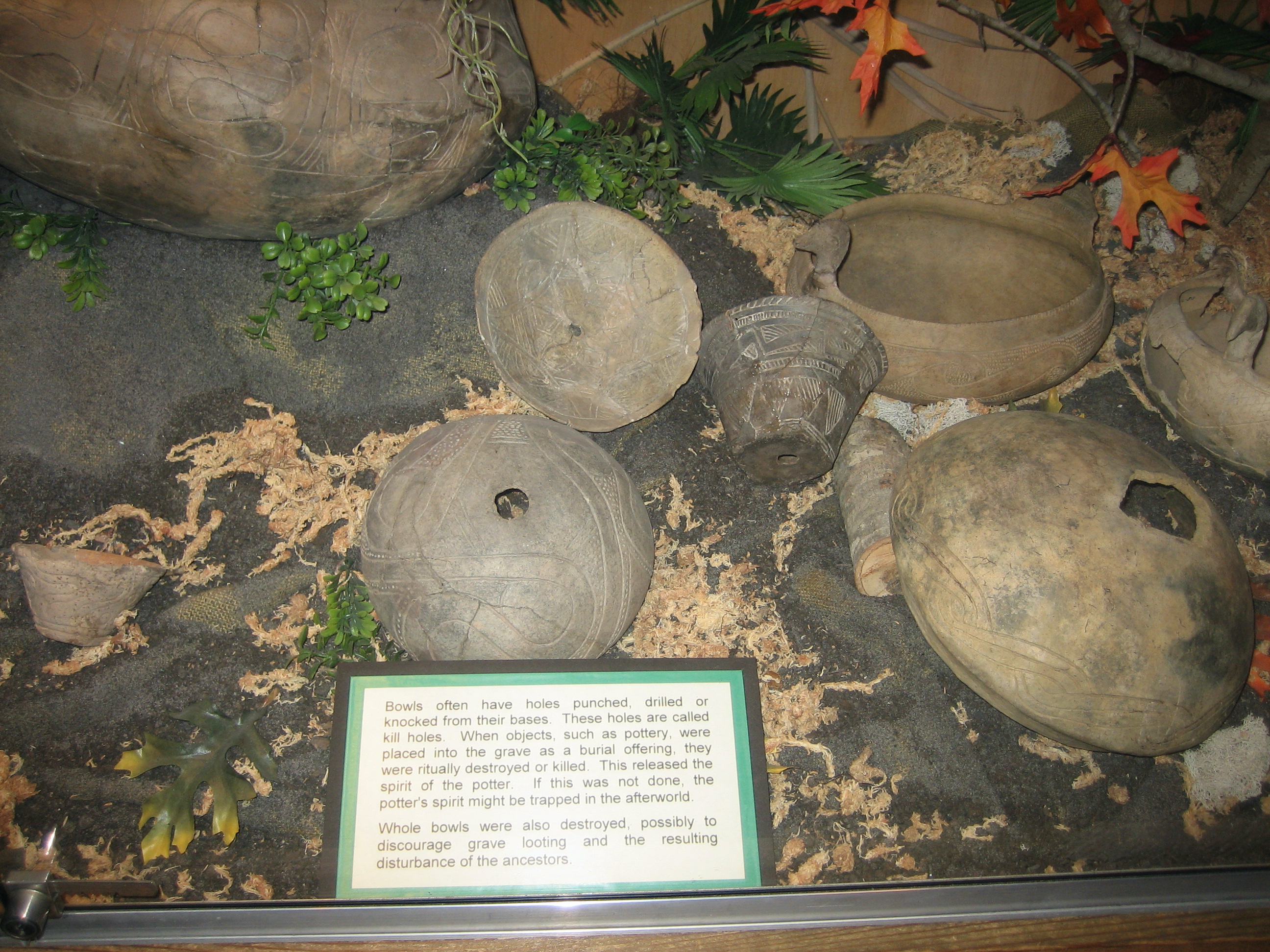
Cerámica de la Cultura Misisipiana del sitio de Fort Walton.

Tanto la Cultura Pensacola como la cercana cultura de Fort Walton fueron una mezcla de la cultura Weeden Island del período Woodland tardío que los precedió en el área y una afluencia de pueblos de la cultura misisipiana de más al norte. Originalmente, Pensacola y Fort Walton habían sido clasificados juntos bajo el nombre de Pensacola por los arqueólogos, nombrados así por un grupo de sitios ubicados alrededor de la Bahía de Pensacola y la Bahía de Choctawhatchee, el centro geográfico aproximado de sus áreas combinadas. Sin embargo, un mayor estudio de sus diferentes tecnologías cerámicas a lo largo de los años ha llevado a los arqueólogos a reclasificarlas como dos culturas separadas. Investigaciones arqueológicas posteriores también han determinado que el Sitio de Bottle Creek (el sitio de cultura más grande de Pensacola, que se encuentra al norte de la bahía de Mobile) era el centro real de la cultura y que hay más sitios de Pensacola en esa área y alrededor de la bahía de Perdido que en el Área de Pensacola.
Los pueblos de la cultura temprana Pensacola estaban estrechamente vinculados a la gente de Moundville,ubicada río arriba de ellos y posiblemente fueron el resultado de la colonización del área de Moundville. Usaron el templado de conchas de la cultura misisipiana para su cerámica. Mientras que los pueblos de Fort Walton, cuyo sitio más grande era Lake Jackson Mounds en Tallahassee, estaban más estrechamente vinculados e influenciados por la política de Etowah del norte de Georgia y, al igual que ellos, usaban principalmente arena, grog o combinaciones de estos materiales como agentes de templado en su cerámica. Las primeras cerámicas de la Cultura Pensacola también muestran que tuvieron un contacto significativo con los pueblos de la cultura plaquemine del valle del Bajo Misisipi. La investigación arqueológica en el sitio de Bottle Creek ha demostrado que la gente de la Cultura Pensacola puede haberse mudado a esta área geográfica desde el norte y el oeste, pero en el siglo XIV habrían desarrollado su propio estilo de cerámica distintivo y su propio asentamiento único. A diferencia de sus vecinos de Fort Walton al este, los pueblos de Pensacola dependían más del uso de los recursos costeros que de la agricultura de maíz. El patrón de asentamiento del área de Cultura Pensacola sugiere que el área era una serie de jefaturas menores con sus propios centros locales como el Montículo de Fort Walton que contaba con una gran jefatura suprema ubicada en el sitio de Bottle Creek. Bottle Creek es el sitio es el más grande de la costa del Golfo y con 18 montículos es comparable en escala a Moundville y al sitio de la cultura Plaquemine, Holly Bluff en el oeste de Misisipi. Para el año 1250 d. C., los pueblos de Pensacola habían comenzado a comerciar con los pueblos de la cultura Coastal Coles Creek en el sureste de Luisiana. Se descubrió que su estilo de cerámica era influyente en los pueblos de esta área, con muchos ejemplos, así como derivados locales, encontrados en el sitio arqueológico de los Sims en la Parroquia de St. Charles, Luisiana.

### Cronología local
| Período                    | Cultura                  | fechas          | Fases del sitio de Bottle Creek |
| -------------------------- | ------------------------ | --------------- | ------------------------------- |
| (Temprano) Woodland tardío | Cultura de Weeden Island | 400-750 d. C.   | Tate's Hammock                  |
| (Tardío) Woodland tardío   | Cultura wakulla          | 750-1100 d. C.  | Coden                           |
| Misisipiano temprano       | Cultura Pensacola        | 1100-1250 d. C. | Andrews Place                   |
| Misisipiano medio          | Cultura Pensacola        | 1250-1400 d. C. | Bottle Creek I                  |
| Misisipiano tardío         | Cultura Pensacola        | 1400-1550 CE    | Bottle Creek II                 |
| Protohistórico             | Cultura Pensacola        | 1550-1700 d. C. | Bear Point                      |

## Sitios arqueológicos
| Sitio                                              | Imagen               | Descripción |
| -------------------------------------------------- | -------------------- | --- |
| Montículos de Bottle Creek                         | Dauphin Island Mound | Ubicado en una isla pantanosa baja dentro del delta del río Mobile-Tensaw en el condado de Baldwin, Alabama. El sitio tipo para la cultura Pensacola, fue ocupado entre 1250 y 1550 de nuestra era, y sirvió como punto focal para la interacción con otros grupos misisipianos a lo largo de la costa y el interior del área. Incluye 18 montículos de plataforma, el más alto 45 pies (13,7 m) de alto. Cinco de esos dieciocho montículos están puestos alrededor de la plaza central. Era el cacicazgo más grande de la cultura misisipiana en la costa norte-central del Golfo. |
| Montículo de Butcherpen                            |                      | Ubicado en el condado de Santa Rosa, Florida, el sitio está asociado principalmente con la cultura Weeden Island, con datación por carbono que lo ubica aproximadamente en el 1005 de nuestra era, aunque contiene algo de cerámica de la era de Pensacola. |
| Montículo de Dauphin Island                        | Dauphin Island Mound | Ubicado en la costa norte de Dauphin Island, Alabama una isla barrera del condado de Mobile. Es un conchero compuesto de desechos de conchas. Los arqueólogos han teorizado que el sitio era un lugar de migración invernal para los pueblos del sitio de Bottle Creek que vinieron a recolectar la rica vida marina en Little Dauphin Island Sound. |
| Montículo de Fort Walton                           | Dauphin Island Mound | Un montículo de plataforma masiva que mide 12 pies (3,7 m) de altura y 223 pies (68,0 m) de ancho en la base ubicada en el condado de Okaloosa, Florida. Alguna vez fue ubicado como un sitio de la cultura de Fort Walton hasta que investigaciones más exhaustivas lo colocaron con la cultura de Pensacola. |
| Sitio arqueológico del cementerio de Hickory Ridge |                      | Ubicado en el condado de Escambia, Florida al norte de Big Lagoon, era un cementerio asociado con una aldea cercana, que se determinó, a través de la datación por carbono, que se usó fue alrededor del año 1450 de nuestra era. El análisis de la cerámica sugirió que se trataba de un sitio de la fase tardía de Bottle Creek o la fase temprana de Bear Point. |
| Cementerio Naval Live Oaks                         |                      | También conocido como el sitio principal, fue un cementerio prehistórico que ahora se encuentra en el condado de Santa Rosa, Florida. |

## Contacto con los europeos

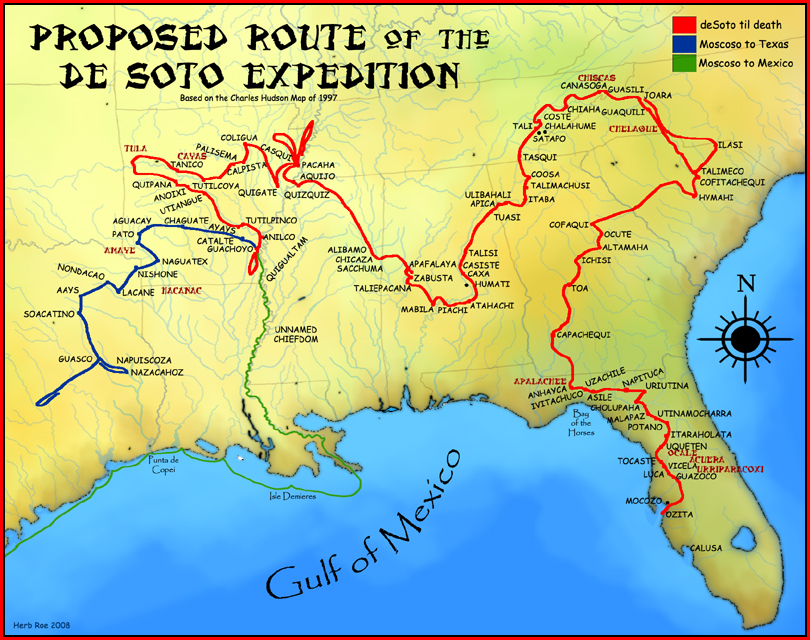
Ruta propuesta de la expedición de Soto, basada en el mapa de Charles M. Hudson de 1997.

Las excavaciones arqueológicas en el sitio de Bottle Creek han demostrado que había seguido habitado durante la época del contacto europeo desde el siglo XVI hasta principios del siglo XVIII, aunque todavía no se sabe con certeza qué grupos históricos pueden ser estas personas. El primer contacto de los pueblos de la Cultura Pensacola con los europeos pudo haber sido con la expedición de Narváez en 1528. Álvar Núñez Cabeza de Vaca informó que los nativos americanos que encontraron en las cercanías de lo que ahora es la Bahía de Pensacola eran "de gran estatura y bien formados", y vivían en casas permanentes. El jefe vestía una túnica de lo que De Vaca llamó "civet-marten", "las mejores [pieles], creo, que se pueden encontrar". Después de parecer inicialmente amistosos, atacaron a los españoles sin previo aviso durante la noche.
En 1539 Diego Maldonado, explorando la costa norte del Golfo de México bajo las órdenes de Hernando de Soto, encontró la Bahía de Pensacola (que los españoles llamaron Bahía de Achuse, Achusi, Ochuse u Ochus). Maldonado encontró una aldea en la bahía, donde apresó a uno o dos de los habitantes, junto con una "buena manta de cebellinos". De Soto ordenó a Maldonado que se reuniera con él en la bahía de Achuse el próximo verano con provisiones para su expedición. Maldonado regresó tres años seguidos, pero De Soto nunca apareció. Es posible que los pueblos de la Cultura Pensacola estuvieran conectados o fueran los Mabilianos de Alabama central desastrosamente encontrados por De Soto en 1540. La siguiente mención de los Mabilianos es en 1674 por el obispo Gabriel Díaz Vara Calderón, quien los ubica en una isla en el oeste de Florida, posiblemente en el terreno pantanoso de Mound Island, donde se encuentra el sitio de Bottle Creek o Dauphin Island. Más tarde, las aldeas históricas de Mabilian están más cerca geográficamente de Bottle Creek y la ciudad cercana de Mobile, Alabama recibió su nombre.
En 1559 Tristán de Luna y Arellano dirigió una expedición española para establecer la colonia de Ochuse en la Bahía de Pensacola, entonces conocida como la Bahía de Ichuse (también deletreada Ychuse), pero el esfuerzo terminó siendo efímero. Los españoles habían planeado depender de la población local para el suministro de alimentos, pero encontraron el área casi desierta y solo unas pocas personas vivían en campamentos de pesca alrededor de la bahía.
A principios del siglo XVIII, los indígenas Pensacola, un grupo de habla muskogueanas asociado con la cultura de Fort Walton, Provincia de Apalache, vivía en la parte occidental de lo que ahora es el Mango de Florida y es la fuente del nombre de la Bahía de Pensacola, la ciudad de Pensacola y más tarde la Cultura Pensacola. Habitaron el área hasta mediados del siglo XVIII, pero en 1764 habían sido asimilados en varias tribus Choctaw o Creek que se habían trasladado al área o hacia el oeste con los Biloxi para fusionarse con los Tunica como parte de Tunica-Biloxi.